# 夫妻成長日記 (電影)
《夫妻成长日记》（日語：ふたりエッチ），改编自日本克亚树的漫画《两人性世界》，2011年6月18日在日本上映的爱情电影。

## 剧情
该片讲述女主角小野田優良和男主角小野田真（阿真）双方都是处男处女，又没有足够的性知识，就匆匆结婚，而闹出一系列的问题。夫妻两人通过小野田優良的妹妹和阿真的同事的帮助，才逐渐懂得如何获取真爱与性福。

## 主演
| 姓名       | 角色       | 备注             |
| ---------- | ---------- | ---------------- |
| 森下悠里   | 小野田優良 | 小野田真的妻子   |
| 三浦力     | 小野田真   | 小野田優良的丈夫 |
| 横山美雪   | 河田梨香   | 小野田優良的妹妹 |
| 二宮敦     | 永塚裕介   |                  |
| 中村愛美   | 杉山真紀繪 |                  |
| 仲松秀規   | 岡濱學     |                  |
| 惠美秀彥   | 松崎光一郎 |                  |
| 越智貴廣   | 稻垣與作   |                  |
| くぼたみか | 長尾舞     |                  |
| 明日花綺羅 | 小野田淳   | 小野田真的妹妹   |
| 福島彰吾   | 井上洋助   |                  |
| 谷桃子     | 大宮杏子   | 小野田真的表姊   |
| 川村りか   | 小野田早苗 |                  |
| 土屋裕一   | 小野田明   |                  |
| ベンガル   | 小野田守   |                  |
| 佐佐木基子 | 小野田明子 |                  |
| 木口亞矢   | 寺脇詩織   |                  |
| 秋山莉奈   | 由比       |                  |